# Плодожерка східна
Схі́дна плодоже́рка (Grapholitha molesta Busck) — поліфаг, пошкоджує плодові культури: кісточкові, зерняткові, особливо плоди і пагони персика, плоди сливи, абрикоса, груші, яблуні, айви, вишні, лавровишні. Підходять як господарі усі плодові та декоративні дерева, які ростуть у Європі.
В районах розповсюдження східна плодожерка є найнебезпечнішим економічним шкідником плодових культур і окремими роками може пошкоджувати 44—53 % молодих пагонів, а в період збирання врожаю — 30—100 % плодів персика, айви тощо. Плоди втрачають товарну якість на 50—100 %.
Два-три прив'ялі і пригнічені верхівкові листки свідчать про пошкодження молодих пагонів дерев гусеницями східної плодожерки. Гусениця, що відродилася, проникає всередину молодих пагонів і робить у ньому ходи завдовжки 7—15 см. Верхівка пагона з молодими листками в'яне і засихає. Нижче місця пошкодження з'являються і швидко ростуть кілька бокових пагонів. При сильному та тривалому ураженні дерево стає гіллястим. Як наслідок — у молодих пагонів персиків викривлюються стебла, швидко розростаються верхівки, утворюються тріщини. Проникаючи у плоди кісточкових порід біля плодоніжки, гусениця прогризає хід усередину, утворюючи камери округлої форми, заповнені екскрементами.
На 1.01.2006 року шкідник поширений на території 12 областей (Вінницька, Дніпропетровська, Донецька, Закарпатська, Запорізька, Львівська, Миколаївська, Одеська, Тернопільська, Херсонська, Хмельницька, Чернівецька), АР Крим та місто Київ і Севастополь, на площі 43 641,14 га. В цілому по Україні у 2005 році площа заселена шкідником зменшилась на 299,5 га у АР Крим, Донецькій та Миколаївській областях[джерело?].
Дорослі особини локально розповсюджуються, перелітаючи на відстань 250—300 м, з допомогою вітру — на значно більші відстані. Завезення в інші країни відбувається з плодами персиків, груш, айви та іншими фруктами, або з живцями, саджанцями рослин-господарів, можливо з тарою та пакувальним матеріалом.

## Боротьба з шкідником

### Карантинні заходи
Забороняється ввезення в Україну плодів, саджанців, живців, уражених східною плодожеркою; у випадку виявлення шкідника продукція підлягає знезараженню. Протягом вегетаційного періоду проводяться обстеження багаторічних насаджень плодових культур візуально та з використанням феромонних пасток. Візуальні обстеження проводять: перше — в кінці травня, друге — липень-вересень, в період достигання плодів.
Захист фруктових садів від східної плодожерки здійснюється у поєднанні агротехнічних та хімічних заходів.

### Агротехнічні заходи
- знищення рослинних решток (культивація, дискування, оранка);
- перекопування пристовбурових кругів у плодових садах;
- щоденне збирання падалиці;
- вирізування і знищення заселених гусеницями пагонів.

### Хімічні заходи
Для системного хімічного обробітку допустимі препарати проти плодожерок в дозах і кратності обробок, що дозволені «Переліком пестицидів…»